# عاصم سالم
عاصم غالب حافظ سالم (أبو يوسف؛ وُلد في 4 يونيو 1958 في نابلس) اقتصادي فلسطيني، شغل بين أبريل 2019 ومارس 2024 منصب وزير وزارة النقل والمواصلات ضمن حكومة محمد اشتية. عمل محاضرًا في جامعة النجاح الوطنية، وترأس جمعية أصدقاء الجامعة، وشغل سابقًا رئاسة نقابة العاملين في الجامعات الفلسطينية. كان عضوًا في مجلس بلدي نابلس إلا أنه استقال في 11 أغسطس 2015، وترأس قائمة «نابلس أجمل» للمشاركة في الانتخابات المحلية الفلسطينية 2016 إلا أنه انسحب لاحقًا في 25 أغسطس 2016.